# You Shook Me All Night Long
You Shook Me All Night Long е сингъл и песен от най-успешния албум – Back in Black  на австралийската хардрок група Ей Си/Ди Си (AC/DC). Парчето е част и от издадения през 1986 г. албум Who Made Who. Концертни версии са включени в сборния албум Live, както и в саундтрака към филма за Хауърд Стърн Private Parts.
You Shook Me All Night Long е класирана под №10 в класацияна на музикалния канал VH1 за стоте най-добри песни на 80-те години. В песента се разказва за една нощ прекарана с красива американка, което обяснява и голямата ѝ популярност в Щатите.
Групата прави две версии на клипа към песента. В едната са включени жени, облечени в кожени дрехи, докато другата версия е подобна на останалите клипове от албума. Единият от клиповете към песента е може би най-скандалният, издаван от 'Ди Си. Във видеото участват жени, облечени в кожи с ципове в областта на слабините. Съществува и цензурирана версия, в която тези кадри са изрязани.

## Състав
- Брайън Джонсън – вокали
- Ангъс Йънг – соло китара
- Малкълм Йънг – ритъм китара, беквокали
- Клиф Уилямс – бас китара, беквокали
- Фил Ръд – барабани

- Продуцент – Джон „Мът“ Ланг (John Mutt Lange)